# Varmissen

Luftaufnahme von Varmissen

Varmissen ist ein Ortsteil der Stadt Dransfeld im Landkreis Göttingen in Südniedersachsen. Das Dorf befindet sich etwa 2 km östlich von Dransfeld und 10 km westlich von Göttingen. Im Norden wird Varmissen durch die Bundesstraße 3 erschlossen. Nördlich des Ortes liegt das etwa 655 ha große Naturschutzgebiet Ossenberg-Fehrenbusch.

## Geschichte
Erstmals erwähnt wird Varmissen am 12. August 1311, als Heinrich Schade auf alle Rechte an Gütern bei Vermelsen verzichtet, welche seine Vorfahren dem Kloster Mariengarten verkauft hatten. Der Ort lag einst an der Dransfelder Heerstraße, einem Hangweg, der von Göttingen über Dransfeld nach Münden führte. Diese verzweigte sich nochmals zwischen Olenhusen und Varmissen, so dass Varmissen seit frühestens dem 15. Jahrhundert an der Haupttrasse der Heerstraße lag. In der zweiten Hälfte des 18. Jahrhunderts wurde diese Trasse vom Talweg durch die Dörfer abgelöst. Westlich von Varmissen befindet sich ein steinernes Radkreuz, welches, falls es noch an seinem Ursprungsort steht, den mittelalterlichen Verlauf der Straße an dieser Stelle belegt.
Seit dem frühen 14. Jahrhundert wird eine adlige Familie geführt, die aus dem Ort stammt. So tritt 1319 ein Henricus von Vermissen als Zeuge in einer Urkunde auf, in der die Herren von Hardenberg dem Haus des Deutschen Ordens in Göttingen einen Hof und Land in Rosdorf verkaufen. 1387 ist Barthold von Vermissen einer der Verbündeten von Herzog Otto dem Quaden. 1511 bis 1531 war Johann von Vermessen Propst im Kloster Weende und Conrad von Vermessen übte die Tätigkeit eines Kanonikers 1516 in Fritzlar aus.
Mitte des 19. Jahrhunderts befand sich Varmissen im Unteramt des Amtes Münden und hatte 140 Einwohner. 1871 besaß Varmissen 145 Ortsanwesende, 28 Wohngebäude und 20 Haushalte, die Zahl nahm 1875 auf 120 Einwohner, 19 Wohngebäude und 23 Haushalte ab. Am 1. Januar 1973 wurde Varmissen in die Stadt Dransfeld eingegliedert.

## Wappen
| Wappen von Varmissen | Blasonierung: „In Blau auf silbernem Boden ein silberner Kreuzstein, oben rechts und links je ein dreiblättriger Lindenzweig.“ |
| Wappen von Varmissen | Wappenbegründung: Das Ortswappen zeigt das, heute noch am Ortseingang von Varmissen sich befindliche, Steinkreuz. Die Lindenzweige symbolisieren den, seit frühester Zeit überlieferten, Standort des Kreuzes unter einer Gruppe von Linden. Das Wappen wurde durch den niedersächsischen Regierungspräsidenten Georg Diederichs 1964 genehmigt. |

## Kultur und Sehenswürdigkeiten
In der Liste der Baudenkmale in Dransfeld sind für Varmissen 15 Baudenkmale aufgeführt.

### Kirche

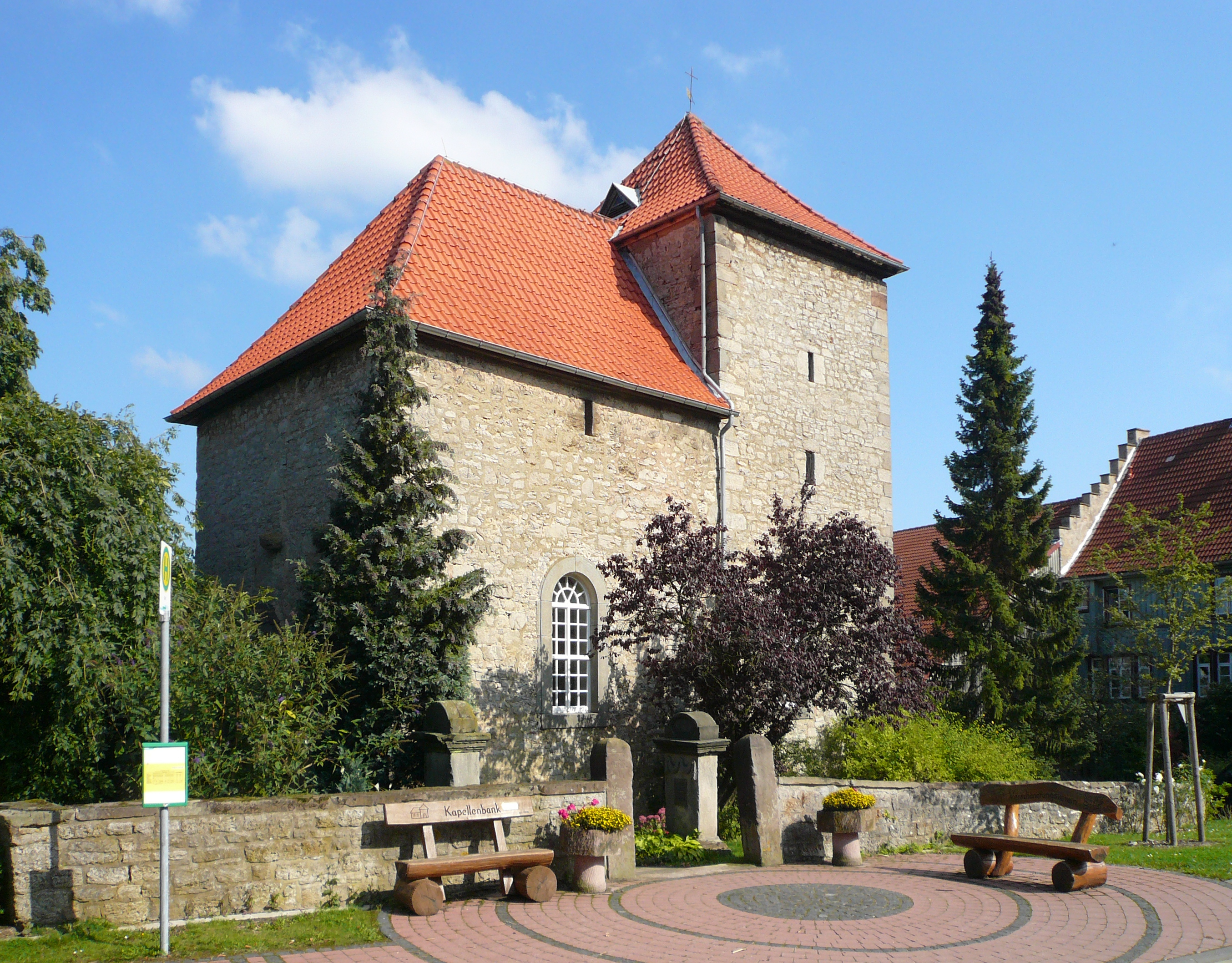
Ev. Kapelle

Das Kapellengebäude in Varmissen gehört zur evangelisch-lutherischen Kirchengemeinde St. Martini in Dransfeld. Es ist in Kalkbruchstein mit Eckquadern ausgeführt. Der älteste Teil wird auf das 14. Jahrhundert datiert und wurde ursprünglich als viergeschossiger Wehrturm angelegt. Der Anbau eines nur wenig größeren und auch nur wenig niedrigeren rechteckigen Kirchenschiffs auf der Nordwestseite des Turms erfolgte wohl nur kurze Zeit später. Im oberen Bereich sind im Turm und im Schiff noch die schießschartenartigen Fensterschlitze erhalten, die den Wehrcharakter des mittelalterlichen Baus unterstreichen. Im Erdgeschoss wurden dagegen im 18. Jahrhundert größere rundbogige Fenster eingebrochen. Eine weitere gravierende bauliche Veränderung ist die Entfernung des ursprünglichen Gewölbes aus dem Kirchenschiff. Im Jahr 2011 musste die Kirche wegen Befalls mit Echtem Hausschwamm zeitweise geschlossen und saniert werden.

### Radkreuz

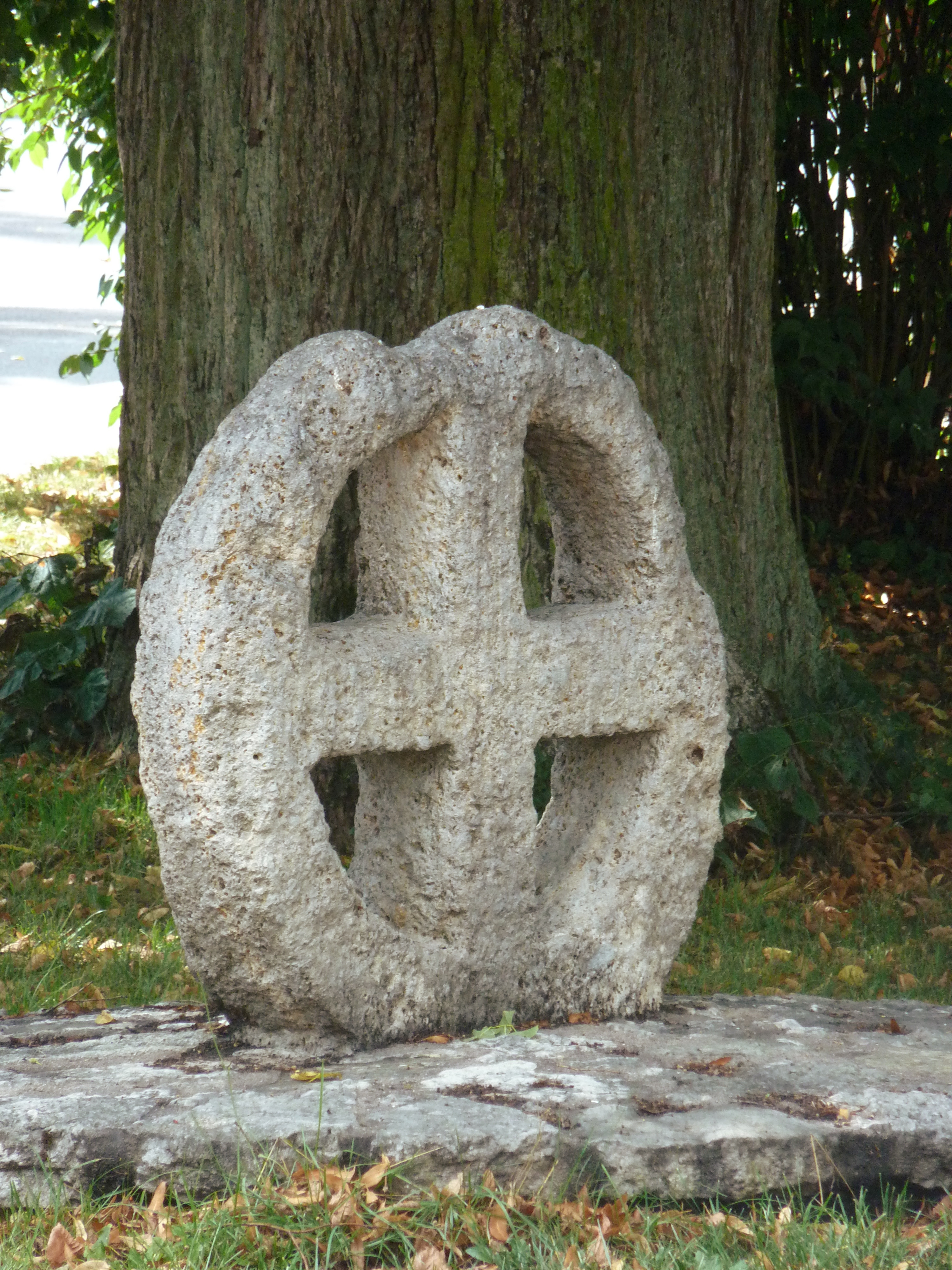
Radkreuz am Ortseingang

Von der Bundesstraße 3 kommend, erblickt man am Ortseingang unter einigen Linden ein als Radkreuz ausgebildetes Steinkreuz auf einem, aus Naturstein gemauerten, Sockel. Seine Flächen sind gegen Ost und West gerichtet. Der Legende nach liegt sein Ursprung bei der Christianisierung des Bonifatius, der den Stein damals selbst an die heutige Stelle gesetzt haben soll. Deshalb wird er auch als Bonifatiusstein bezeichnet. Gleichzeitig symbolisiert das Steinkreuz den früheren Verlauf der Dransfelder Heerstraße. Datiert wird das Kreuz auf die Jahre um 1400.

### Markus-Kreuz

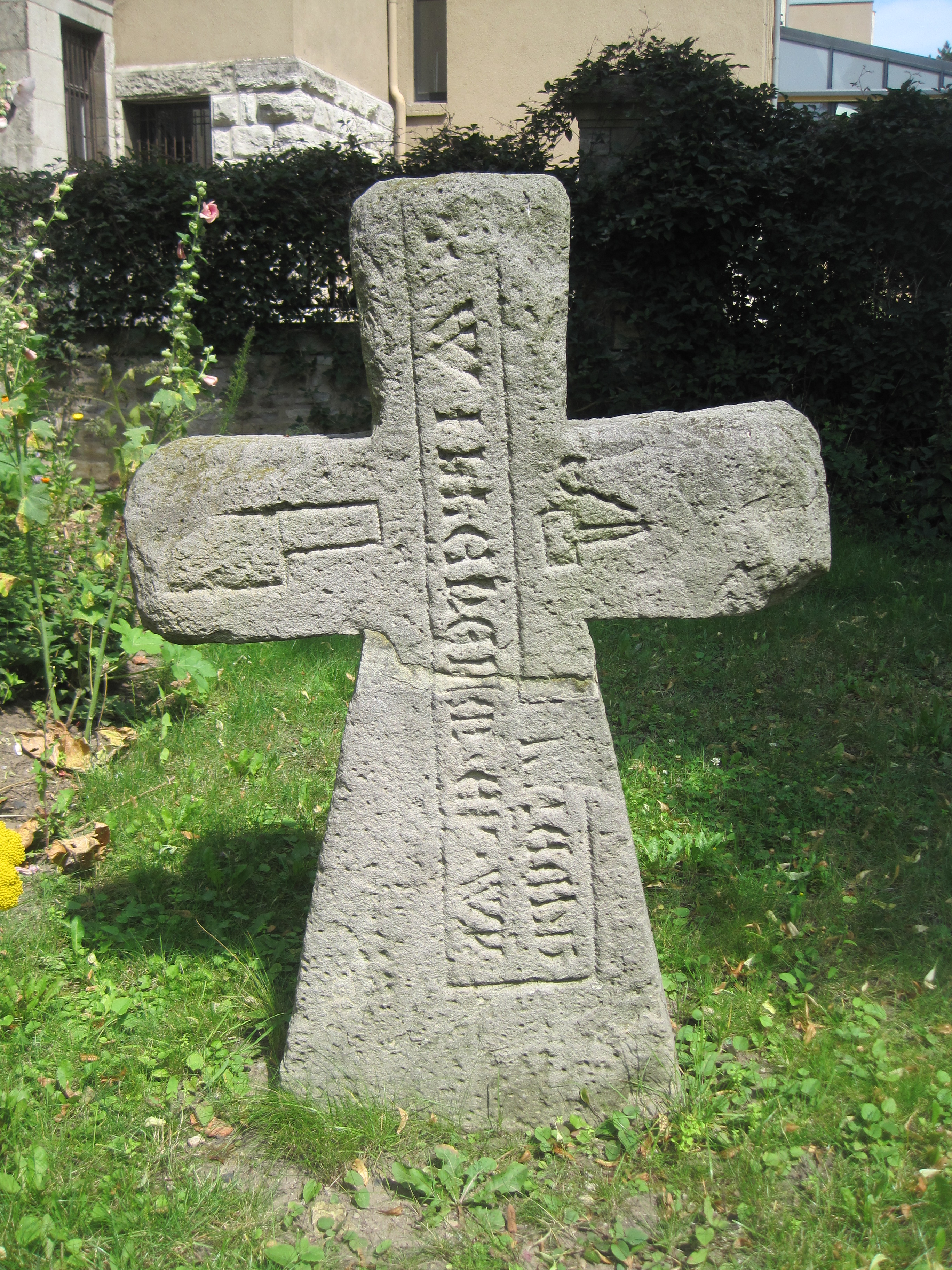
Markuskreuz

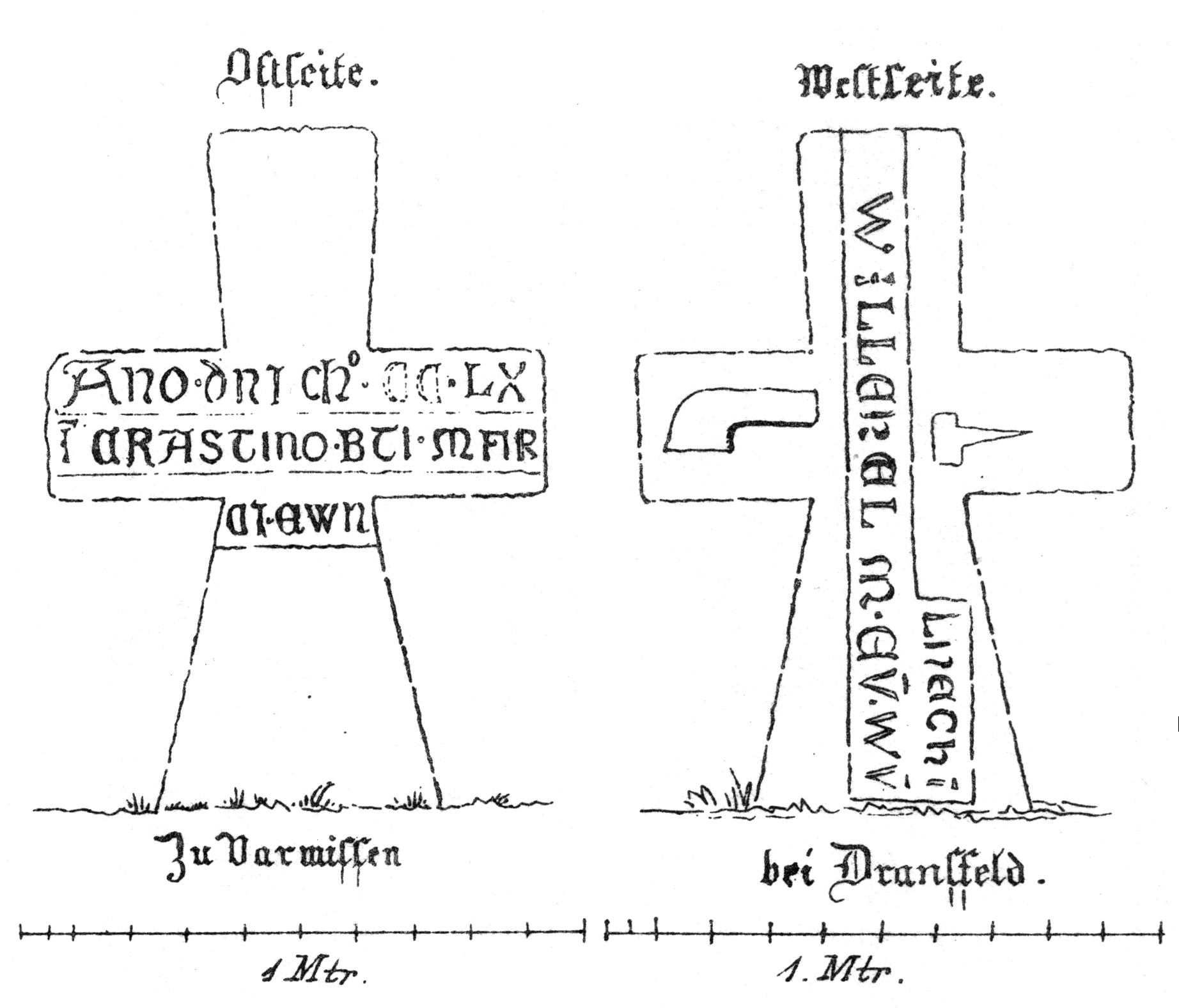
Marcuskreuz. Zeichnung von H. W. H. Mithoff (vor 1873)

Ein weiteres Steinkreuz befindet sich heute im Vorgarten des Städtischen Museums Göttingen und wird als Markus-Kreuz bezeichnet. Es wurde ursprünglich im Papenbusch nordwestlich des Ortes gefunden und im Jahr 1905 nach Göttingen gebracht. Auf der Vorder- und Rückseite sind Inschriften eingemeißelt, die nur noch teilweise lesbar sind. Danach ist auf einer Seite des Kreuzes ein Datum angegeben, und zwar der Tag nach dem Fest des Evangelisten Markus, also der 26. April, des Jahres 1260. Weil die Jahrhundertangabe nicht mehr lesbar ist, wurde mehrfach auch die Lesart 1360 diskutiert. Auf der anderen Seite ist neben dem Namen Willehelm noch weitere Schrift vorhanden, die nicht sicher lesbar ist und Anlass zu zahlreichen Deutungsversuchen gegeben hat. Daneben sind mit Amboss (nach anderen Deutungen Hauklinge), Hammer und Zange Schmiedewerkzeuge dargestellt, die auf den Beruf des möglicherweise zu Tode gekommenen Wilhelm schließen lassen.